# La 1
La 1 é o primeiro canal de televisão de Televisión Española, grupo que pertence a corporação pública Radiotelevisión Española. Conta com uma programação generalista para todos os públicos, e desde 2012 é o segundo colocado em audiencia na Espanha.
É o primeiro canal de televisão que emitiu na Espanha, começando suas transmissões oficiais em 28 de outubro de 1956. Desde então recebeu vários nomes como VHF, Primer Programa, Programa Nacional, Primera Cadena, TVE1, La Primera e o atual La 1. A denominação Televisión Española também é utilizada para referir-se só a este canal, embora o grupo gerencia mais canais.

## História

### Inauguração da Televisión Española
Televisión Española começou suas transmissões regulares em 28 de outubro de 1956, desde seus estúdios localizados en Paseo de la Habana, em Madrid. Em sua origem, TVE foi um agência do governo que dependia da Dirección General de Radiodifusión y Televisión do Ministerio de Información y Turismo, então dirigido por Gabriel Arias Salgado. Por sua vez, o primeiro diretor do canal foi Jesús Suevos Fernández, um dos fundadores de Falange em Galiza. O momento do início da transmissão foi próximo ao aniversário de criação da Falange Española, que ocorreu um dia depois.
As transmissões regulares da TVE começaram às 20:30 horas, com a intervenção do ministro Arias Salgado e o diretor da TVE. Em continuação, foi realizada uma cerimônia religiosa para abençoar os estúdios em honra de Santa Clara, padroeira da televisão. Depois houve um musical, documentário NO-DO, uma exibição de danças tradicionais pelo Coros y Danzas da Sección Femenina, e um concerto de piano. A transmissão acabou antes da meia noite. Na ausência do sistema de videoteipe naquele tempo, os primeiros minutos de transmissão não estão no arquivo do canal, que só tem imagens dos momento gravados pelo NO-DO. Gabriel Arias Salgado pronunciou as primeiras palavras:
| “ | Hoje, dia 28 de outubro, domingo, dia de Cristo Rei,a quem foi dado todo o poder no Céu e na Terra, inauguram os novos equipamentos e estúdios da Televisión Española. | ” |

Essa abertura só pode ser assistida em algumas partes da capital espanhola, mas relatos da mídia sugerem que o sinal poderia ser captado à 60 km de Madrid. Muito poucos tiveram um televisor que custava 30.000 pesetas, um preço alto para a época. Houve apenas um parque de 600 beneficiários, que eram em sua maioria idosos presentes em altos cargos do franquismo, pelos seus respectivos Ministérios.

## Logótipos e identidades

primeiro logótipo; de 1956 a 1962
de 1962 a 1983
de 1982 a 1990
1984
de 1989 a 1991
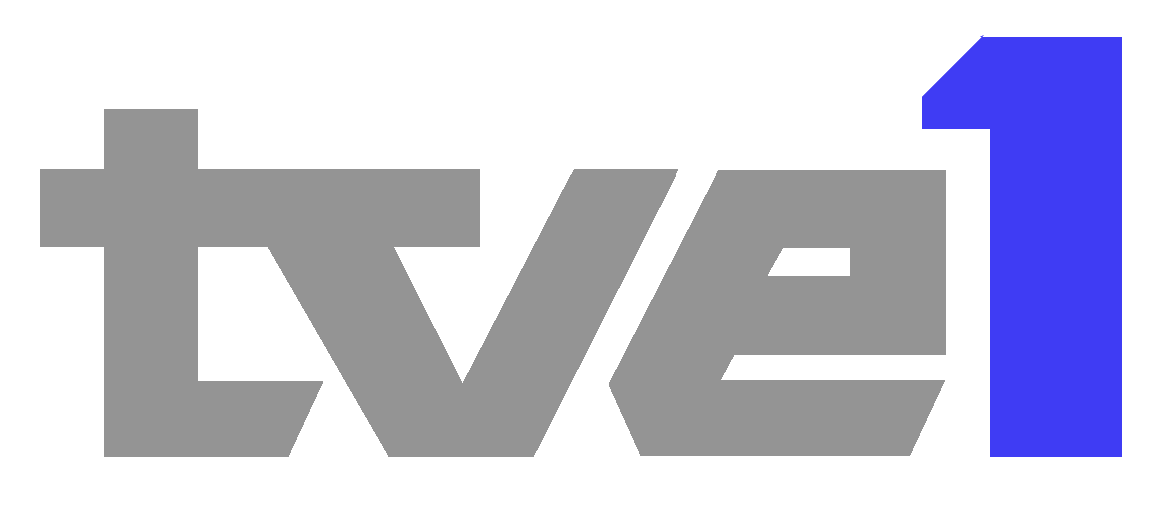
de 1991 a 1992
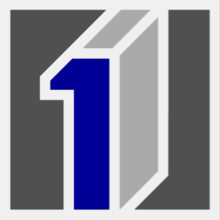
de 1992 a 1994
de 1994 a 2003
de 2003 a 2007
em uso desde 2008
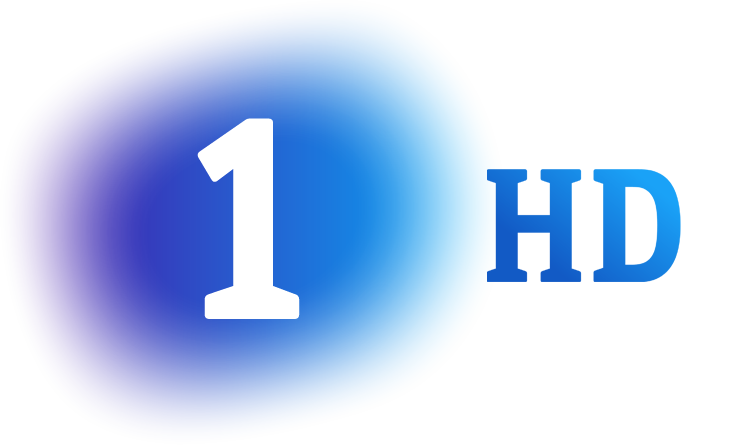
variação do logótipo para o sinal HD entre 2014 e 2019